# XXV Lliga Professional de Raspall
La XXV Lliga Professional de Raspall començà el 30 de gener de 2018, una setmana després de la XXVII Lliga Professional d'Escala i Corda, amb el campió vigent, Moltó de Barxeta, en un estat d'ànim baix i la possibilitat que deixara la pilota si no es recuperava.
A més, respecte a l'edició anterior, es reduí el nombre d'equips participants de set a sis —tot trios— i es canvià la disputa de la final a partida única.
El trio de Senyera, amb el campió individual vigent (Ian) al rest, es destacà com a favorit des del començament del torneig.

## Fase regular
La primera partida es disputà a Oliva (Safor) entre els equips de Moltó, Tonet IV i Lorja i Sergio, Coeter II i Néstor, guanyat per aquells 25 a 10.
La segona, divendres 2 de febrer a Piles, enfrontà al trio de Castelló, de roig, contra el d'Almiserà: els blaus, amb Montaner al rest, guanyaren els dos primers jocs; la reacció dels rojos aplegà al tercer gràcies al traure de Marrahí i, en acabant, igualant a 10 del rest, però els blaus feren un altre joc net i, ja igualats a 20 en l'últim joc, Marrahí tingué dos errades i el mitger blau, Sanchis, sentencià la partida 20 per 25 enviant la pilota a la llotgeta.
La tercera es disputà l'endemà, dissabte 3, a la Llosa de Ranes, amb un campió en cada equip: els rojos, amb Ian (campió individual) acompanyat per Canari i Ricardet; els blaus, amb Brisca (mitger campió de l'edició anterior), Miravalles i Guadi; els blaus només pogueren fer un joc i la partida acabà 25 per 5 a favor del trio de Senyera, per la qual cosa se situà primer en la classificació.
La segona setmana de competició començà dilluns 5 a Xeraco: la partida, dauera, enfrontà al trio de Barxeta (de roig) contra el de Castelló (blau), el qual anotà el primer joc i aguantà l'envit del trio roig, que amb 15 per 15 tingué tres vals a favor però no pogué desmarcar-se; al remat, el resultat de 25 per 20 a favor de Marrahí, Seve i Raül supongué un repartiment de punts.
Divendres 7 al trinquet de Genovés, el trio senyerí tornà a guanyar, però amb més dificultat que en llur primera partida: la reballada afavorí els blaus, l'equip d'Almiserà, que aprofitaren el traure de Montaner per a encetar el marcador; als rojos els costà entrar en el joc, però aconseguiren igualar-los a 5 i a 10; llavors els blaus tingueren set vals a favor, però al remat el punter roig, Ricardet, materialitzà el 15 per 10 que capgirà la partida, fins al resultat de 25 per 15 per a Ian, Ricardet i Canari, que seguien com a caps de taula.
Dissabte 10, el trinquet de Bellreguard acollí l'enfrontament entre dos equips que no havien puntuat: el trio genovesí, de roig, encapçalat per Sergio; i el trio de la Llosa, amb Guadi al rest. Els blaus guanyaren el primer joc després d'una apagada de les llums del trinquet no exempta de polèmica, i guanyà el següent, molt disputat en quinzes; malgrat l'avantatge blau de 10 per res, els rojos feren llur primer joc del dau estant i, en passar al traure, remuntaren un val i 15 en contra abans d'igualar la partida a 10. Gràcies a l'encert del punter roig, Néstor, el seu trio se situà 20 per 10 i, encara que Guadi aprofità el seu traure per a reduir la distància, la partida acabà 25 per 15 a favor de Sergio, Coeter i Néstor.
Dimecres 14, el trio de Senyera tornà a guanyar a Guadassuar contra el de Castelló i obtingué el passe matemàtic a semifinals: encara que els rojos eixiren favorits, els blaus feren els dos primers jocs seguits del traure i del dau (10 per res), però Ian, Canari i Ricardet reaccionaren amb tres jocs seguits (15 per 10); Marra, Seve i Raül encara aconseguiren igualar a 15 abans que els seus oponents guanyaren la partida.
Dos dies més tard, el trinquet de Piles fon l'escenari de la partida entre Barxeta i la Llosa, resolta per la mínima (25 per 20) a favor dels rojos, amb la qual cosa hi hagué repartiment de punts.
L'endemà, el trio d'Almiserà guanyà el genovesí 25 a 10, amb la qual cosa ambdós equips empataven a punts i complicaven la classificació a la resta d'equips quan faltaven dos setmanes de lligueta.
La quarta setmana començà dimarts 20 a Oliva amb un gir inesperat: el trio de blau, que encara no havia guanyat cap de partida, fon molt superior als rojos, que varen perdre 5 per 25, amb la qual cosa el passe a semifinals dependria dels resultats de l'última setmana.
La partida següent, divendres 23 al Genovés, també tingué un resultat impensat: el trio local, de blau, començà al traure i feu el primer joc net —Sergio envià una pilotada directa al tamborí—; Pablo de Barxeta (subcampió vigent) jugà en substitució d'Ian, de baixa per una molèstia, i empatà a 5 del dau, però malgrat l'oposició dels seus companys, Canari i Ricardet, no pogueren evitar que Sergio, Coeter i Néstor trencaren el dau i sentenciaren la partida 25 a 5, amb la qual cosa el trio genovesí s'afegia a la pugna per la classificació.
L'endemà, Barxeta (rojos) i Almiserà (blaus) s'enfrontaren a Bellreguard en una partida dauera que transcorregué igualada fins a 20 per 15, quan Moltó, Tonet i Lorja trencaren el dau i feren l'últim joc net: el 25 per 15 final els valgué el passe matemàtica semifinals a falta de jugar contra l'equip líder, Senyera, per a conéixer el lloc definitiu.
Dilluns 26 de matí, la Fundació anuncià que les semifinals tindrien lloc el diumenge 11 de març a Xeraco (entre el segon i tercer classificat) i dissabte 17 a la Llosa (primers contra quarts), i la final el diumenge 25 a Bellreguard.
El mateix dia de vesprada, l'equip de la Llosa eliminà al d'Almiserà: els primers, de roig, feren el primer joc i els blaus contestaren amb tres jocs seguits, 5 per 15; però, en una demostració de poders, Guadi, Brisca i Miravalles remuntaren i guanyaren la partida i la classificació amb quatre seguits.
El dimecres 28 a Guadassuar, els dos millors equips, Senyera i Barxeta, s'enfrontaren per fi en una partida que, al remat, seria una final anticipada: amb Ian recuperat, els rojos feien joc del dau i del rest, 10 per res, però al tercer perderen dos vals i Moltó i Lorja anotaren el 10 a 5 per als blaus; després de dos jocs d'alternança, 15 a 10, el joc més llarg de la partida tingué dos primers quinzes rojos molt disputats, igualats a dos pels blaus, però finalment transformats en 20 a 10 gràcies a Ricardet; l'últim joc tingué val roig, blau i finalment joc i partida per a Senyera, 25-10, la qual cosa confirmà el primer lloc de la classificació.
L'última partida d'esta fase es jugà el diumenge 4 de març de matí a Dénia: Castelló, de roig, feu el primer joc, però es va vore superat per l'equip del Genovés, que només necessitava un punt per a classificar-se, però guanyà 5 per 25 i quedà tercer en la classificació definitiva.

## Semifinals
La primera semifinal es disputà diumenge 11 a Xeraco: encara que els rojos —Moltó, Tonet i Lorja— eixien com a favorits, els blaus —Segio, Coeter II i Néstor— els trencaren el dau gràcies a la veterania de Coeter i el bon rendiment de Sergio en eixe trinquet, la qual cosa els situà en 10 per res; l'equip de Barxeta reaccionà a temps i evità que el del Genovés aprofitara un val i feu dos jocs seguits (iguals a 10) i un tercer, net, que pegà la volta al marcador (15 per 10); Sergio intentà recuperar l'avantatge amb bones pilotades, però al remat els blaus només aconseguiren igualar a 15 abans que Néstor i Lorja guanyaren els dos últims jocs i el passe a la final.
La segona, resolta dissabte 17 a la Llosa, confirmà el domini d'Ian, Canari i Ricardet en esta lliga, amb una victòria 25 per 15 contra el trio local de Guadi, Brisca i Miravalles: no obstant això, els blaus feren una bona partida i s'avançaren 5 per 10 gràcies al traure de Gaudi, que buscava l'esquerra d'Ian; però els rojos igualaren, i feren un altre joc net; Miravalles aconseguí tornar a igualar a 15, i aplegaren a tindre un val durant un joc molt aplaudit que, finalment guanyaren els rojos; a 20 per 15, l'equip de Senyera feu l'últim joc sense dificultats i demostrà que era el favorit per a la final.
| Equips                 | ·  | P.  | Tanteig | Rest      | Mitger    | Punter     |
| ---------------------- | -- | --- | ------- | --------- | --------- | ---------- |
| Ajuntament de Senyera  | 12 | 4/5 | 105–70  | Ian/Pablo | Canari    | Ricardet   |
| Ajuntament de Barxeta  | 09 | 3/5 | 105–95  | Moltó     | Tonet IV  | Lorja      |
| Ajuntament del Genovés | 09 | 3/5 | 95–75   | Sergio    | Coeter II | Néstor     |
| Ajuntament de la Llosa | 07 | 2/5 | 90–95   | Guadi     | Brisca    | Miravalles |
| Ajuntament d'Almiserà  | 05 | 2/5 | 95–105  | Montaner  | Sanchis   | Gabi       |
| Ajuntament de Castelló | 03 | 1/5 | 70–120  | Marrahí   | Seve      | Raül       |

|  | Semifinals                    | Semifinals           |   |  | Final                            | Final |  |
|  |                               |                      |   |  |                                  |       |  |
|  | Xeraco, diumenge 11 de març   |                      |   |  |                                  |       |  |
|  | Moltó, Tonet i Lorja          | 25                   |   |  |                                  |       |  |
|  | Sergio, Coeter i Néstor       | 15                   |   |  |                                  |       |  |
|  |                               |                      |   |  |                                  |       |  |
|  |                               |                      |   |  | Bellreguard, diumenge 25 de març |       |  |
|  |                               |                      |   |  | Ian, Canari i Ricardet           | 25    |  |
|  |                               | Moltó, Tonet i Lorja | 5 |  |                                  |       |  |
|  |                               |                      |   |  |                                  |       |  |
|  |                               |                      |   |  |                                  |       |  |
|  |                               |                      |   |  |                                  |       |  |
|  | La Llosa, dissabte 17 de març |                      |   |  |                                  |       |  |
|  | Ian, Canari i Ricardet        | 25                   |   |  |                                  |       |  |
|  | Guadi, Brisca i Miravalles    | 15                   |   |  |                                  |       |  |

## Final
La final es presentà dimecres 21 en conferència de premsa a la Diputació de València, amb la presència de tots els pilotaris: Moltó assegurà que es trobava millor d'una molèstia inguinal que el feu abandonar una partida del dia el cap de setmana anterior; Lorja confessà que estava nerviós davant la seua primera final com a professional; Ian, en canvi, admeté que es trobava millor que quan perdé la final de la XXIII Lliga Professional de Raspall dos anys en arrere.
L'endemà, dijous 22, Moltó s'entrenà al trinquet de la final, Bellreguard, amb resultat satisfactori, amb la qual cosa es confirmà la disputa de la final el dia previst, diumenge 25.
Els blaus guanyaren la reballada i se situaren al traure, un avantatge que aprofitaren per a llevar el val als rojos i guanyar-los el primer joc;
al segon joc, els rojos tombaren un val advers i empataren a 5, moment a partir del qual la partida es decantà al seu favor, gràcies en part a les errades dels blaus: l'últim joc, 25 a 5, el feren net.
À Punt retransmeté la partida en directe pel seu portal web.
L'arribada a la final suposà la confirmació d'Ian i Moltó com a rivals a batre i la consolidació de Canari, Ricardet, Tonet i Lorja com a figures de segona partida.